# Cylindrocerus
Cylindrocerus är ett släkte av skalbaggar. Cylindrocerus ingår i familjen vivlar.

## Dottertaxa tillCylindrocerus, i alfabetisk ordning[1]
- Cylindrocerus antennatus
- Cylindrocerus armatus
- Cylindrocerus axillaris
- Cylindrocerus azureus
- Cylindrocerus bidens
- Cylindrocerus bisignatus
- Cylindrocerus boliviensis
- Cylindrocerus brevis
- Cylindrocerus chapadanus
- Cylindrocerus circumlineatus
- Cylindrocerus claveri
- Cylindrocerus colon
- Cylindrocerus columbicus
- Cylindrocerus comma
- Cylindrocerus crocopelmus
- Cylindrocerus cuneipennis
- Cylindrocerus curvirostris
- Cylindrocerus cyaneus
- Cylindrocerus debilis
- Cylindrocerus dispersus
- Cylindrocerus ebeninus
- Cylindrocerus fallaciosus
- Cylindrocerus flabellitarsis
- Cylindrocerus glabratus
- Cylindrocerus glabripectus
- Cylindrocerus imus
- Cylindrocerus insularis
- Cylindrocerus interstitialis
- Cylindrocerus lissonotus
- Cylindrocerus longipennis
- Cylindrocerus maculatus
- Cylindrocerus malaroides
- Cylindrocerus mediocris
- Cylindrocerus mimus
- Cylindrocerus minus
- Cylindrocerus parvinotatus
- Cylindrocerus parvulus
- Cylindrocerus peruvianus
- Cylindrocerus politus
- Cylindrocerus reductus
- Cylindrocerus rhombus
- Cylindrocerus rubromaculatus
- Cylindrocerus semiflavus
- Cylindrocerus signum
- Cylindrocerus smaragdinus
- Cylindrocerus squamipectus
- Cylindrocerus subulatus
- Cylindrocerus tenuinotatus
- Cylindrocerus trimaculatus
- Cylindrocerus urbanus